# Steve Bernard
Stephen Bernhardt ou Steve Bernard (Romênia, 19 de fevereiro de 1915 – 21 de abril de 1966) foi um organista, pianista, líder de orquestra e compositor romeno, que radicou-se no Brasil em 1952.